# Вяткіна
Вя́ткіна (рос. Вяткина) — присілок у складі Ірбітського міського округу Свердловської області.
Населення — 1 особа (2010, 6 у 2002).
Національний склад населення станом на 2002 рік: росіяни — 100 %.